# نيشان الاستحقاق لراينلند بالاتينات
نيشان الاستحقاق لراينلند بالاتينات (بالإنجليزية: Order of Merit of Rhineland-Palatinate)‏‏ هو وسام الدولة ويُمنح من قبل راينلند بالاتينات. تأسس في 2 أكتوبر 1981.